# Арбель (гора)
Арбель (ивр. הר ארבל‎) — гора и национальный парк в Нижней Галилее, в Израиле, к северо-западу от города Тверия, к северу от долины Арбель.
Гора Арбель возвышается на 181 метр над уровнем моря, и примерно на 390 метров над уровнем Мёртвого моря, доминирует над окрестностями (большая часть окружающей местности находится ниже уровня моря), а со смотровой площадки на вершине горы видна почти вся Галилея и Голанские высоты, включая Цфат, Тверию и большую часть Тивериадского озера. На горе есть четыре деревни: Кфар-Зейтим, Арбель, Кфар-Хиттим и Мицпа.

## История
Рядом с горой Арбель находятся руины древнего еврейского поселения с синагогой, датируемой примерно IV в. н.э. с сохранившимися скамейками и колоннами.
В самой горе вырыты несколько пещерных жилищ, расширенных от естественных пещер. Есть еврейские укрепления, построенные в этом районе в период Второго Храма. Сохранившиеся стены укреплений, защищающие некоторые из этих пещер с VII века, были построены Али Беком, сына друзского правителя Фахра ад-Дин аль-Маани. Иосиф Флавий пишет о том, что Ирод Великий с помощью римских солдат победил некоторых из последних мятежников, которые поддерживали царя Хасмонеев Антигона и нашли себе убежище в скалах горы Арбель. 

Эти пещеры были обнаружены на крутых склонах горы, и армия с любой стороны не могла приблизиться к ним, поскольку только узкие извилистые тропы вели к входу в пещеры, а сторона, выходящая за верхнюю часть пещер, спускалась в глубокую пропасть и находилась прямо на отвесном склоне.
Оригинальный текст (иврит)המערות האלה נמצאו בצלעות הרים תלולים ומכל עבר לא יכול הצבא לגשת אליהן, כי רק משעולים צרים ונפתלים הוליכו אל פי המערות, והצלע אשר מעבר פני המערות מלמעלה, ירד אל תהום עמוקה והיה זקוף על פי תהום.
— Иосиф Флавий, «Иудейские войны», I, глава 16
Пещеры на крутой северной стороне были повторно использованы в османский период династией друзов Маани для создания пещерного замка, известного как «Калат-ибн-Маан».

## Заповедник и национальный парк
Этот район был объявлен заповедником в 1967 году и охватывает 1400 дунамов. Национальный парк (8509 дунамов) включает в себя большую часть ручья Арбель (длинной 10 км), который начинается около Эйлабуна и впадает в Тивериадское озеро около поселения Мигдаль. Заповедник охватывает только непосредственную область вокруг горы. 
На южной стороне горы постепенно пролегают сельскохозяйственные и пастбищные земли, а с вершины спускается крутой спуск почти в 400 метров. Отсюда в скалу вбиты металлические поручни, чтобы помочь тем, кто хочет спуститься в долину вниз, которые в конечном итоге ведут к бедуинской деревне Хамаам.
Гора Арбель, с её 110-метровым отвесным вертикальным перепадом, является единственной известной горой в Израиле, которая служит местом для прыжков с трамплина. Подъем на вершину горы Арбель с юга включен в Национальную тропу Израиля, а подход с запада является частью «Пути Иисуса», тропы сходятся на вершине горы.

## Гробницы библейских персонажей
На горе Арбель находится древняя пещера, в которой, согласно еврейской традиции, похоронен Сиф, сын Адама. Согласно исследованию, проведенному Израилем Герцбергом и Йосси Степанским, они предположили, что там также похоронены сыновья Иакова: Реувен, Шимон, Леви и дочь Дина.

## Галерея
|  |  |  |  |
|  |  |  |  |